# Hellenhahn-Schellenberg
Hellenhahn-Schellenberg è un comune di 1.291 abitanti della Renania-Palatinato, in Germania.
Appartiene al circondario (Landkreis) del Westerwaldkreis (targa WW) ed è parte della comunità amministrativa (Verbandsgemeinde) di Rennerod.